# 広橋規子
広橋 規子（ひろはし のりこ、1907年〈明治40年〉4月27日 - 1985年〈昭和60年〉8月25日）は、日本の元皇族。梨本宮守正王と同妃伊都子の第2王女子。広橋真光伯爵の妻。旧名は、規子女王（のりこじょおう）。皇籍離脱前の身位は女王で、皇室典範における敬称は殿下。姉は、李方子。香淳皇后は従姉にあたる。

## 生涯

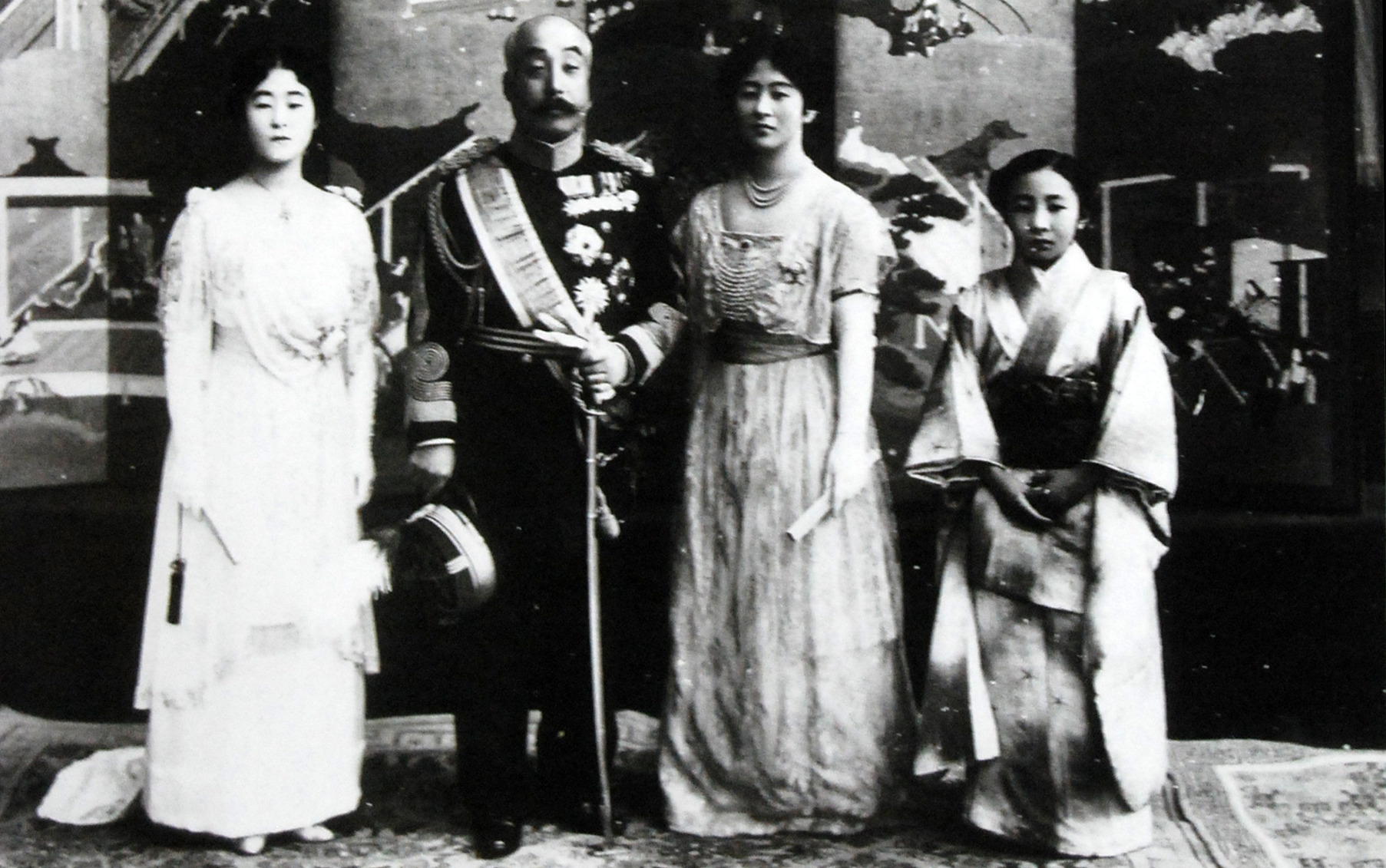
1918年（大正7年）、姉方子女王の納采の儀にて。右端が規子女王

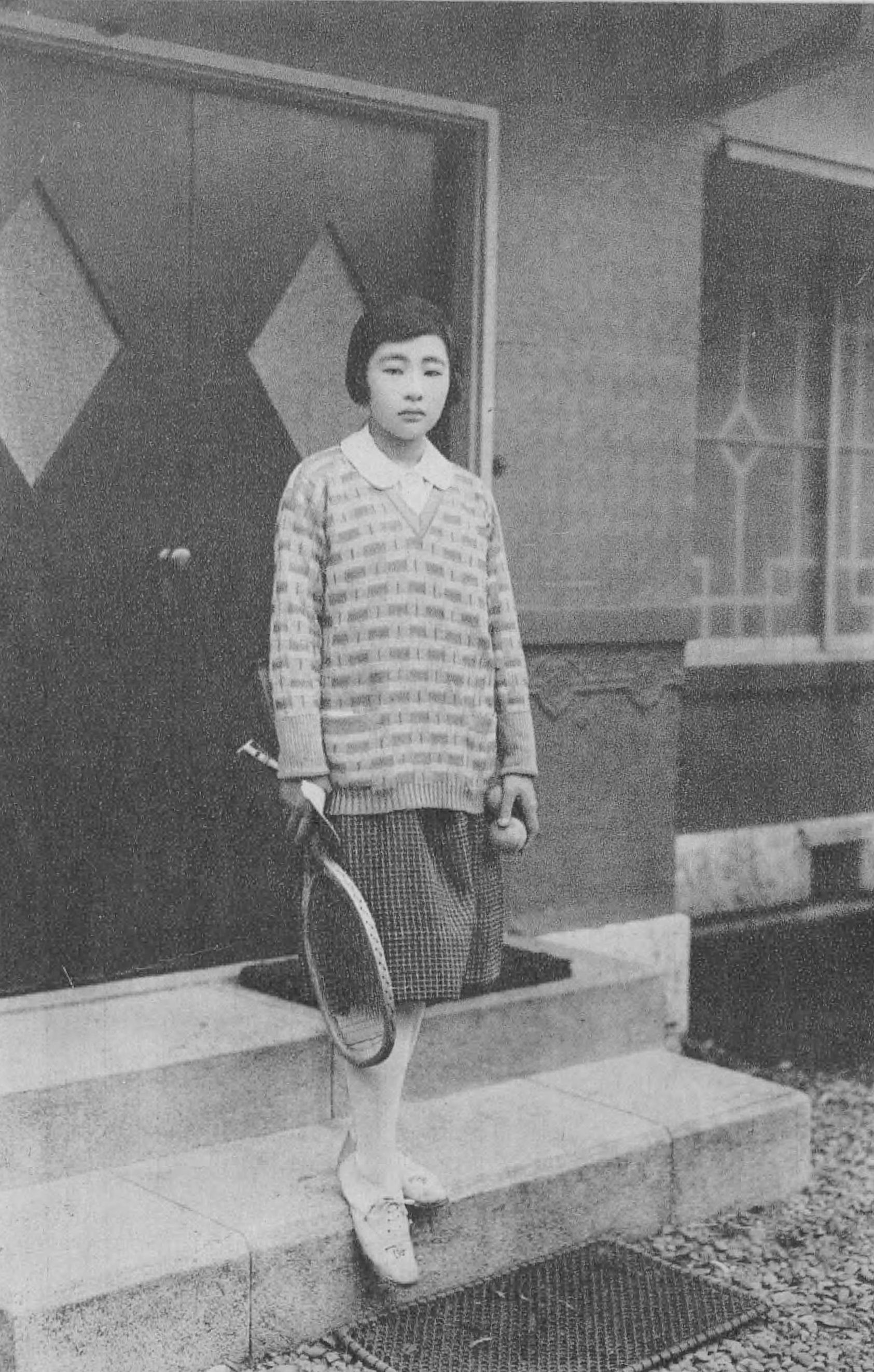
1920年代後半

1907年（明治40年）4月27日、梨本宮守正王と同妃伊都子の第2王女子（第2子）として誕生。乳児期から落ち着いた様子であったという。
1925年（大正14年）7月、山階宮武彦王と同年秋にも結婚すると発表され、規子女王は学習院を退学した。内約中は、武彦王が創設した御国航空練習所を訪問し、強い関心を示した。しかし、武彦王は前妃を関東大震災で失って以降、神経衰弱を発病しており、まだ10代と若い規子女王への配慮から、翌1926年（大正15年）年7月に婚約を辞退すると発表があり、8月に正式に破談となった。
1926年（大正15年）12月2日、広橋真光伯爵に降嫁した。その後は、慈善活動を行った。戦中は大日本婦人会の渋谷支部長として活動していた。
1985年（昭和60年）8月25日、脳腫瘍のため、東京女子医科大学病院にて逝去した。

## 栄典
- 1926年（大正15年）11月26日 - 勲二等宝冠章[10]